# Аз, баба, Илико и Иларион
„Аз, баба, Илико и Иларион“ (на грузински: მე, ბებია, ილიკო და ილარიონი) е съветски филм от 1962 година, комедия на режисьора Тенгиз Абуладзе по негов сценарий в съавторство с Нодар Думбадзе, базиран на едноименния роман на Думбадзе.
В центъра на сюжета е израстването на младеж в изолирано грузинско село през 30-те и 40-те години на XX век и неговите взаимоотношения с колоритните му съселяни. Главните роли се изпълняват от Серго Орджоникидзе, Сесил Такаишвили, Григол Ткабладзе, Александър Жоржолиани, Манана Абазадзе.